# Kumlinge
Kumlinge est une municipalité insulaire du territoire d'Åland, territoire finlandais autonome situé en mer Baltique ayant le suédois comme seule langue officielle. 93,5 % de la population de Kumlinge a pour langue maternelle le suédois.

## Géographie

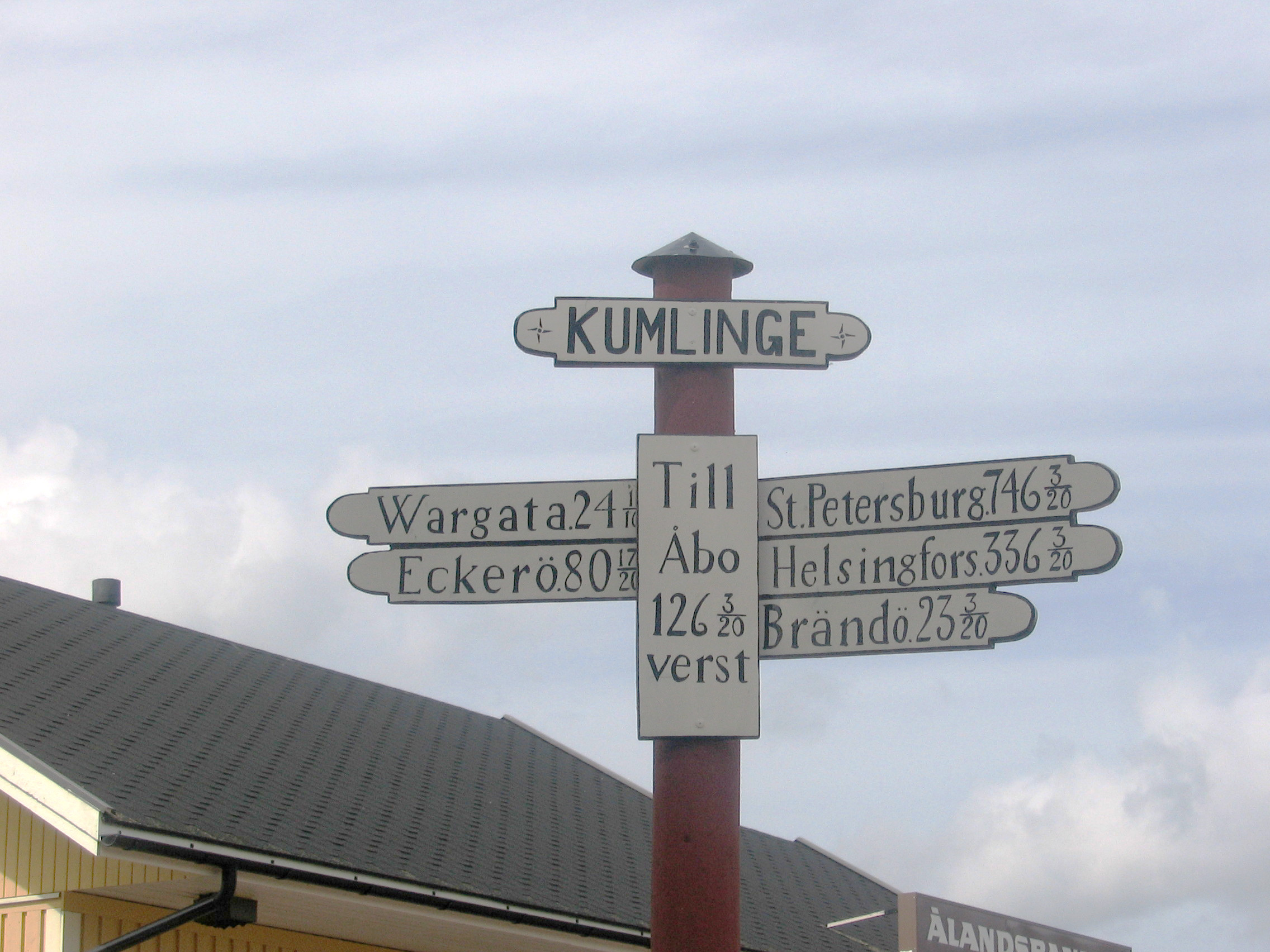
Panneaux indicateurs dans la rue Kuninkaantie

La commune est formée par un archipel de plusieurs centaines d'îles. L'île principale, Kumlinge (nom signifiant passage rocheux), concentre à elle seule avec quelques îles satellites reliées par des chaussées 60 % de la maigre population. Les autres îles habitées sont Enklinge (4 km au nord), Seglinge (1 km au sud-ouest), mais aussi Björkö (20 habitants), la plus isolée, située à 8 km à l'est et appartenant déjà physiquement à l'archipel de Brändö.
Kumlinge se situe approximativement à mi-chemin entre l'île principale d'Åland et la Finlande continentale. Elle est desservie plusieurs fois par jour par les ferrys de la ligne du nord entre Vårdö et Brändö. On y trouve également un petit aérodrome.
Les municipalités voisines (frontières maritimes uniquement) sont Vårdö à l'ouest, Brändö au nord et à l'est et enfin Sottunga au sud.

## Histoire
Les vikings furent les premiers visiteurs du lieu, peu après que les îles basses et rocheuses fussent sorties de la mer en raison de l'isostasie.
Les premiers résidents permanents, cultivateurs et pêcheurs, colonisent ces îles isolées vers le milieu du XIIIe siècle. La petite église sainte Anne est construite au XVe siècle. Selon un registre d'impôts du XVIe siècle, l'île principale ne compte qu'une douzaine de foyers. Elle se développe ensuite plus largement dans les siècles suivants, principalement autour du relais postal de la principale route entre la Suède et sa colonie finlandaise.
Après un maximum de population supérieur à 1 000 habitants atteint au début du XXe siècle, la commune n'a depuis jamais enrayé la baisse de sa population.